# GeForce Now
GeForce Now est la marque utilisée par Nvidia pour son service de jeu à la demande. GeForce Now anciennement connue sous le nom de NVIDIA GRID, a été lancée en version bêta en 2013, Nvidia dévoilant officiellement son nom le 30 septembre 2015. Le service était basé sur un abonnement, offrant aux utilisateurs un accès illimité à une bibliothèque de jeux hébergés sur les serveurs Nvidia pendant toute la durée de l'abonnement. Certains titres étaient également disponibles via un modèle économique "Buy & Play". Cette version a été abandonnée en 2019 et est passée à une nouvelle version du service qui a permis aux utilisateurs de jouer à leurs propres jeux.
En janvier 2017, Nvidia a dévoilé le support de GeForce Now pour Microsoft Windows et Macintosh, disponibles en Amérique du Nord et en Europe en version bêta gratuite. GeForce Now permet aux utilisateurs d'accéder à un ordinateur virtuel, où ils peuvent installer leurs jeux PC existants à partir de plates-formes de distribution numériques existantes, et de jouer à distance a leurs jeux. Comme avec la version originale de Shield, le bureau virtuel est également diffusé à partir des serveurs Nvidia. Un client Android a été disponible en 2019.
GeForce Now a été lancé au grand public le 4 février 2020. Le service est disponible sur PC, à la fois sur Microsoft Windows, macOS, Chromebook et via le navigateur web Google Chrome. Sur mobile et tablettes, on le retrouve sur Android, iOS, iPadOS et enfin sur télévision pour Shield TV, Chromecast, Android TV, Sony TV, LG TV et Samsung TV,,. Il sort également nativement sur Steam Deck le 29 mai 2025, mais ne possède pas encore de version officielle sur les sytèmes GNU/Linux,,.

## Caractéristiques
GeForce Now consiste en un réseau de serveurs basés dans des centres de données en Amérique du Nord et en Europe, qui hébergent et servent la bibliothèque de jeux GeForce Now aux utilisateurs de ces régions. Les serveurs utilisent des cartes graphiques Nvidia et peuvent diffuser des jeux en résolution jusqu'en 2160p à 60 images par seconde (parfois même 120 images). Nvidia a recommandé une connexion Internet à 50 Mbit/s pour le flux 1080p / 60ips, mais le service peut également diffuser à 720p / 60ips pour les connexions à 25 Mbit/s, 720p / 30ips pour les connexions supérieures à 10 Mbit/s, et utiliser streaming à débit adaptatif pour adapter la qualité en fonction de la bande passante,. Le matériel des serveurs sera mis à niveau au fil du temps pour améliorer la qualité des flux,.

### Abonnements
GeForce Now propose 3 types d'abonnements mensuels.
- L'abonnement Gratuit, d'abord, vient avec des publicités et oblige à une longue file d'attente et des sessions d'une heure maximum. Du point de vue de l'image, la meilleure définition est la 1080p et les images par seconde (FPS) sont limitées à 60. Concernant le son cette fois, il s'agit de la qualité stéréo.
- L'abonnement Performance, avant septembre 2024 appelé Prioritaire, coûte 11 € par mois et ne contient pas de publicité, offre une courte file d'attente et des sessions limitées à 6 heures. La qualité d'images atteint la 1440p et le son passe au Surround 5.1.
- L'abonnement Ultimate coûte quant à lui 23 € par mois et permet de jouer sur des serveurs munis de la carte graphique RTX 4080[12]. Il reprend les avantages de l'abonnement précédant, en y ajoutant des temps d'attente très courts, des sessions de 8 heures, avec un flux vidéo allant jusqu'en 4K 120 FPS ou 1080p 240 FPS[13].

Le 7 novembre 2024, à l'occasion du GFN Thursday, Nvidia annonce à ses abonnés la mise en place d'une restriction de 100 heures par mois des offres Prioritaire (renommée Performance) et Ultimate. Après 100 heures jouées, l'utilisateur devra payer 3 € ou 6 €, selon son forfait, pour débloquer 15 nouvelles heures. À l'inverse, s'il n'a pas utilisé tout son temps de jeu disponible, jusqu'à 15 heures pourront être reportées sur le mois suivant. Selon Nvidia, "cela permettra à GeForce Now de continuer à fournir des performances inégalées ainsi qu’un temps d’attente faible, voire nul, pour tous les abonnements payants, sans augmenter les tarifs", et l'entreprise ajoute que cette restriction ne devrait toucher que 6 % des utilisateurs. Cette limite ne s'appliquera le 1er janvier 2025 qu'aux nouveaux usagers de GeForce Now, puis s'étendra le 1er janvier 2026 aux anciens. Les abonnés « fondateurs » conserveront un temps de jeu illimité ad vitam eternam tant que leur abonnement reste parfaitement continu. Parmi les autres actualités, on apprend que l'offre Prioritaire est renommée Performance et que sans surcoût, elle passe d'une résolution maximale de 1080p à 1440p, permet le support des résolutions ultrawide et la sauvegarde des paramètres graphiques d'une session à l'autre,,,,.

## Fonctionnalités

### GFN Thursday
Le GFN Thursday est une section dans l'application Geforce NOW qui recense tous les nouveaux jeux dans le cloud, les dernières nouvelles et les dernières fonctions implémentées. Il se renouvelle toutes les semaines (tous les jeudis, comme son nom l'indique).